# روس فيرغسون
روس فيرغسون (بالإنجليزية: Allan Ross Ferguson)‏ هو عالم نبات نيوزيلندي، ولد في 1943 في Morrinsville ‏ في نيوزيلندا.